# 宮崎今佐人
宮崎 今佐人（みやざき けさと、1981年4月4日 - ）は、日本・群馬県吾妻郡嬬恋村出身のスピードスケート選手。2006年トリノオリンピック男子5000m・団体追い抜き代表。群馬県立嬬恋高等学校・明治大学・群馬県スケート連盟所属を経て一時緑陽会に席を置いた後、再び群馬県連盟所属。5000m、10000mの長距離を得意とする。

## 略歴
- 2003年の第72回全日本スピードスケート選手権において、163.976点で総合優勝
- 2003年アジア冬季競技大会（青森）　10000m銀メダル、5000m銅メダル
- 2005年冬季ユニバーシアード（インスブルック）10000m金メダル
- 2006年トリノオリンピック5000m21位（6分40秒03）、チームパシュート8位